# Arisaema rostratum
Arisaema rostratum är en kallaväxtart som beskrevs av Van Dzu Nguyen och Peter Charles Boyce. Arisaema rostratum ingår i släktet Arisaema och familjen kallaväxter. Inga underarter finns listade.